# Nycteola undulana
Nycteola undulana är en fjärilsart som beskrevs av Jacob Hübner 1796. Nycteola undulana ingår i släktet Nycteola och familjen trågspinnare. Inga underarter finns listade i Catalogue of Life.